# Петер Абрагамссон
Петер Абрагамссон (швед. Peter Abrahamsson, нар. 18 липня 1988, Гетеборг, Швеція) — шведський футболіст, воротар клубу «Геккен».

## Клубна кар'єра
Петер Абрагамссон є вихованцем клубу «Ергрюте». У жовтні 2007 року воротар дебютував у першій команді у турнірі Супереттан. Абрагамссон провів у команді понад сто матчів, постійно балансуючи між лігами.
Перед початком сезону 2014 року Абрагамссон перейшов до складу іншого клуба з Гетеборга «Геккен». Перший сезон у новому клубі Петер провів другим воротарем. У Аллсвенскан воротар дебютував тільки у квітні 2015 року.

## Збірна
8 січня 2017 року у товариському матчі проти команди Кот-д'Івуару Петер Абрагамссон зіграв першу гру у складі національної збірної Швеції.

## Досягнення
Геккен
 Володар Кубка Швеції: 2015/16, 2022/23, 2024/25
 Чемпіон Швеції: 2022